# 维托·佩雷拉
维托·曼努埃尔·梅洛·佩雷拉（葡萄牙語：Vítor Manuel Melo Pereira，1957年4月21日—）是一名退休葡萄牙足球裁判，曾执法过4场世界杯比赛。
2011年获得国际足联特别奖。